# 瓦托普角
65°39′18″S 64°13′00″W / 65.65500°S 64.21667°W

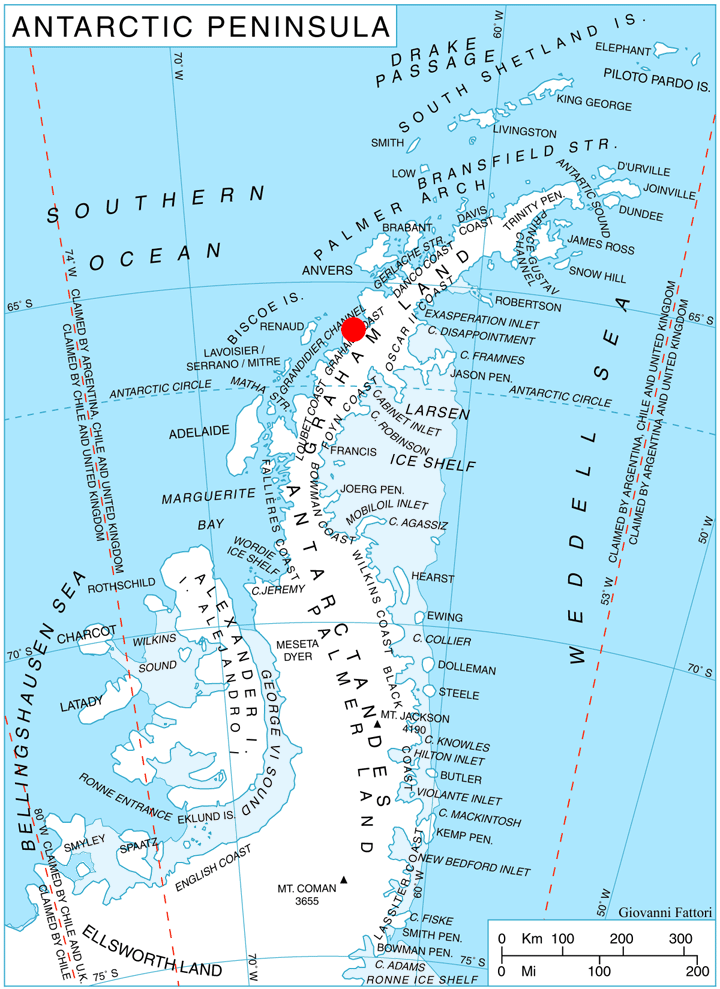

瓦托普角（Vartop Point），是南極洲的海岬，位於葛拉漢地，處於帕拉岡角東南面3.85公里、艾克曼角西南面5.18公里和克拉薩瓦角西北面3.8公里，是菲尼斯灣入口處的西北部，以保加利亞西北部鄉鎮命名，現時由南極條約體系管理。